# Пчола
Пчола́ — галицко-русский литературно-научный еженедельник, выходил во Львове (Австрийская империя) с 7 мая по 3 декабря 1849 (19 выпусков). Издатель и редактор Иван Гушалевич, среди сотрудников: Яков Головацкий, Богдан Дедицкий, И. Лозинский, Иван Наумович, Антоний Петрушевич, Антон Могильницкий и другие. «Пчола» печаталась на язычии и местном говоре.